# Nationalpark Valbonatal
Der Nationalpark Valbonatal (albanisch Parku Kombëtar Lugina e Valbonës) war ein Nationalpark in den Albanischen Alpen. Er schützte das oberen Tal der Valbona in Nordalbanien. Er ging 2022 im Nationalpark Alpen Albaniens auf.
Bei der Region handelt sich um unberührte Hochgebirgslandschaft auf der Süd- und Ostseite der Jezerca, dem höchsten Berg Albaniens, der gänzlich innerhalb der Landesgrenzen liegt, sowie im oberen Abschnitt des Valbonatals inklusive der Orte Valbona und Rrogam. Entlang der Flanken der Täler liegen ausgedehnte Wälder. Die höheren Regionen des karstigen Gebirges sind geprägt von alpinen Matten. In einigen schattigen Regionen im Gebiet von Jezerca und Maja Grykat e Hapëta gibt es ganzjährig kleine Schnee- und Firnfelder sowie mehrere kleine Gletscher.
Der Nationalpark umfasste eine Fläche von 8000 ha und wurde 1966 gegründet. Trotz des Bevölkerungsschwunds aufgrund der abgelegenen Lage hatte sich in den letzten Jahren eine touristische Infrastruktur entwickelt.
Über den Qafa e Valbonës existiert ein Fußweg in den benachbarten Nationalpark Theth.
Im Jahr 2016 regte sich Widerstand bei der lokalen Bevölkerung und von  Umweltaktivisten gegen den geplanten Bau von sechs Wasserkraftwerken, da diese nicht nur das Schutzgebiet stören, sondern auch den Tourismus negativ beeinflussen würden.